# Zębiełek sycylijski
Zębiełek sycylijski (Crocidura sicula) – gatunek ssaka z rodziny ryjówkowatych (Soricidae).

## Występowanie
Występuje na Sycylii i okolicznych wysepkach, zaobserwowano go również na maltańskiej wyspie Gozo. Na wyspie Malta prawdopodobnie wymarł, gdyż znany jest stamtąd jedynie ze szczątków subfosylnych. Preferuje zarośla oraz lasy na wysokości do 1000 m n.p.m. Zwykle wyszukuje wilgotnego obszaru, szczególnie latem.

## Systematyka
Wyróżnia się 4 podgatunki:
- Crocidura sicula sicula G.S. Miller, 1900 – na Sycylii[5]
- Crocidura sicula aegatensis Hutterer, 1991 – na wyspach Egady[5]
- Crocidura sicula calypso Hutterer, 1991 – na Gozo[5]
- Crocidura sicula esuae Kotsakis, 1984

## Charakterystyka

### Morfologia
Osiąga od 50 do 79 mm długości ciała, ma ogon o długości od 28 do 45 mm. Jego masa wynosi od 4 do 10,5 g. Mają szarobrązową sierść na grzbiecie i jasnoszarą na brzuchu. Ogon zwykle jest dwukolorowy i ma jasne plamki na końcu. Młode mają zwykle wyraźniejsze barwy niż dorosłe osobniki.

### Dieta
Żywią się bezkręgowcami. Główną część diety stanowią owady takie jak gąsienice i chrząszcze. Jedzą również stonogi, dżdżownice oraz ślimaki.

### Rozmnażanie
W jednym miocie rodzi się zwykle od 3 do 9 młodych.

### Styl życia
Na wolności osiągają wiek od 12 do 18 miesięcy. Potrafią zapadać w letarg. Są aktywne zarówno w dzień, jak i w nocy. Ich populacja wykazuje cechy sezonowości, latem jest najmniejsza, a zimą największa.